# Semana Santa en Hellín
La Semana Santa de Hellín es el conjunto de actos que se realizan en la ciudad de Hellín, Albacete (España) durante la Semana Santa. Está declarada Fiesta de Interés Turístico Internacional, también está declarada por la UNESCO patrimonio inmaterial de la humanidad en 2018.

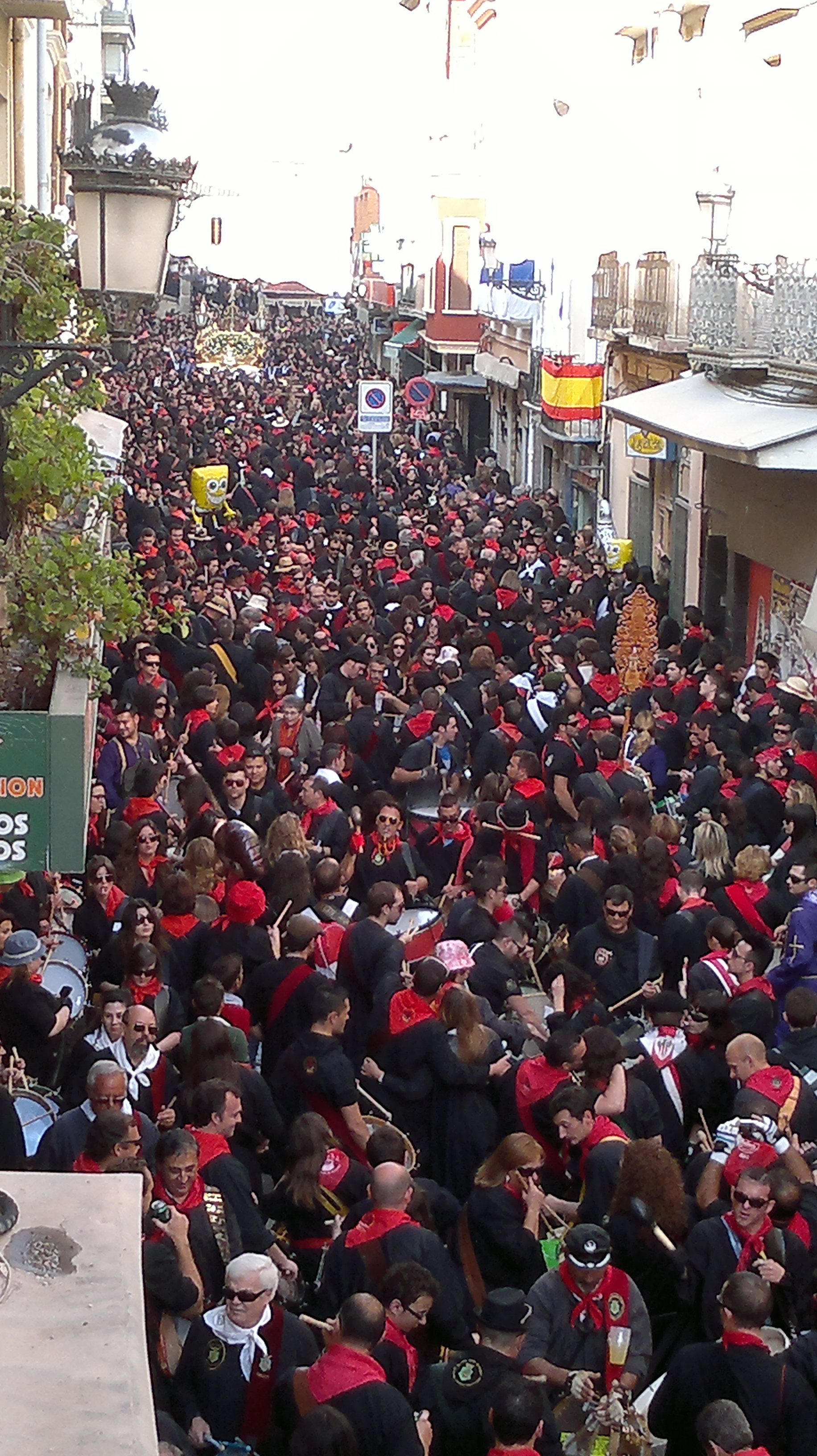
Tambores y Túnicas Miércoles Santo

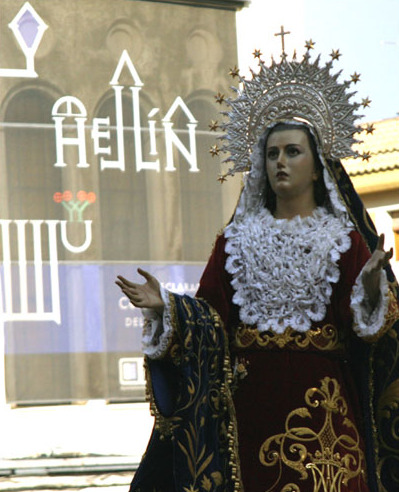
La Dolorosa de Hellín

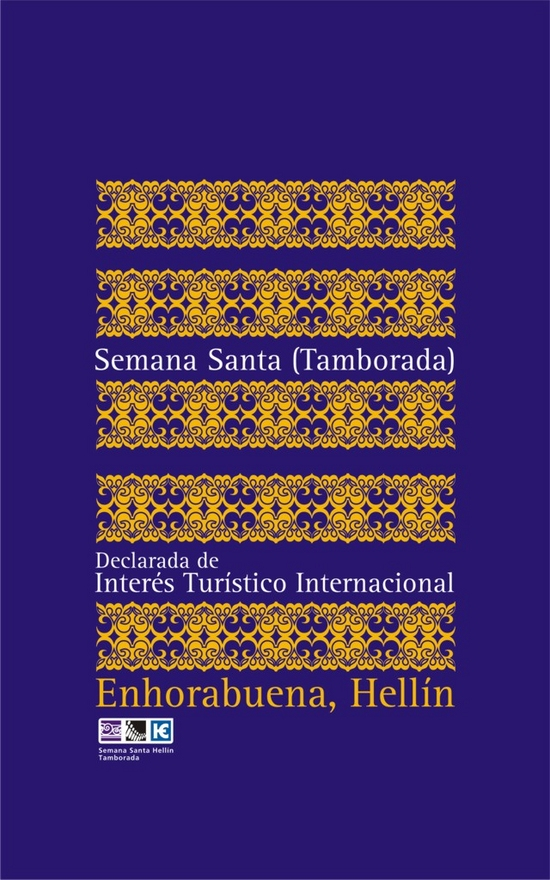
Declaración de patrimonio inmaterial por la Unesco

Las tamboradas y las procesiones en Hellín forman un todo indisoluble. Son los mismos hellineros los que mayoritariamente participan en ambos acontecimientos. Si nos atenemos a su población (35.000 habitantes), llama la atención la existencia de veintinueve Cofradías y Hermandades con siglos de historia a sus espaldas, que procesionan a hombros treinta imágenes y grupos escultóricos.
Los orígenes de la Semana Santa de Hellín se remontan a la Visita de San Vicente Ferrer allá por el año 1411, en su incansable predicación contra brujas y adivinos, que le llevó a recorrer la población acompañado de "músicos y cantores" que, tañendo sus instrumentos, en especial de percusión (tambores), configuró lo que fueron las antiguas procesiones de penitencia, en la que los fieles se flagelaban y martirizaban, y que perduraron hasta mediados del siglo XIX, organizadas por la Cofradía de Nuestra Señora del Rosario (actual patrona de la ciudad), de la que se tienen datos ya en siglo XVI, siguiéndose en este tiempo con la costumbre de que fuera un grupo de tamborileros quien encabezase los desfiles, llamando así a los fieles.
Mucho ha evolucionado la Semana Santa de Hellín en estos siglos, llegando a convertirse en todo un referente a nivel nacional, tanto por sus tamboradas, como por su imaginería.
Estas celebraciones pasionarias dan comienzo en la mañana del domingo de Ramos con la procesión de la "Entrada de Jesús en Jerusalén" donde participan nazarenos de todas las cofradías y hermandades.
Sin duda una de las celebraciones más entrañables tiene lugar en la medianoche del Lunes Santo cuyo protagonista es la Santa Escuela de Cristo (Cofradía del Rosario) cuando hace su salida el Vía Crucis que parte del Santuario del Rosario y recorre el casco histórico de la ciudad donde nos ofrece una visión de lo que pudieron ser las procesiones de la época medieval.
Los preparativos de última hora se interrumpen cuando hace su salida la Procesión del Cristo de la Preciosísima Sangre desde la iglesia parroquial del Sagrado Corazón de Jesús en la noche del Martes Santo, acompañado por su madre María Santísima de las Penas.
Hacia las 15´00 de la tarde de Miércoles Santo comienza la tamborada de este día que finalizara a la recogida de la procesión de la "Oración del Huerto". Cabe destacar la salida que efectúa el paso de la Oración en el Huerto por la escalinata del templo de Santa María de la Asunción, en un momento que congrega a miles de personas dado las grandes dimensiones del Paso y la altura de las escaleras. Antes del comienzo de la procesión, el Cristo de Medinaceli atraviesa, entre multitud de tambores, el Rabal. 
Distinta en su concepción es la Procesión del Silencio, que partiendo del Templo de los Padres Terciaros Capuchinos, está presidida por Ntra. Sra. del Dolor del escultor Fernández Andes única imagen que desfila bajo Palio.
El Jueves Santo a partir de las 12 de la noche, los tamborileros con túnicas negras y pañuelo al cuello color rojo o negro, redoblan por las calles de la ciudad sus tambores hasta el amanecer, para dirigirse entonces al Calvario, lugar al que subirán en la procesión más larga de todas, compuesta por diecisiete cofradías y hermandades. Cuando la imagen de Nuestra Señora de los Dolores ("Dolorosa de Hellin") llega al Calvario se realiza el acto del Motete, creándose una imagen única, donde el color, el aroma y el rugir de los tambores, la convierten en una experiencia inolvidable.
La noche del Viernes Santo desfila la procesión del "Santo Entierro", con absoluto recogimiento en contraste con la algarabía de la procesión al Calvario. La impresionante Imagen del Cristo Yacente, de Mariano Benlliure, considerada como una obra cumbre de la escultura del siglo XX, y Nuestra Señora de la Soledad, peculiar virgen del siglo XVIII (única imagen que sobrevivió a la Guerra Civil, caracterizada por su sereno rostro y su indumentaria) resaltan la brillantez de este acto y contribuyen a ubicar en buena posición la Imaginería escultórica de Hellín dentro de los programas iconográficos nacionales referentes a la Pasión y Muerte de Jesucristo. Cabe destacar el Acto que tiene lugar entre la Imagen de Ntra. Sra. de la Soledad, San Juan y el Cristo Yacente, al finalizar la procesión.
El Domingo de Resurrección y tras el acto del Encuentro, en el que miles de tambores y personas guardan silencio de forma espontánea, hasta que se produce el Encuentro entre la "Dolorosa" y el "Resucitado" comienza la procesión más alegre de estos días, en que los costaleros al ritmo de marchas alegres "bailan" a los pasos por las calles de la ciudad donde Hellin se funde en una gran fiesta.
La imaginería de Hellín está catalogada como una de las muestras más importantes de escultura religiosa del siglo XX, con imágenes de escultores como Mariano Benlliure, Federico Coullaut Valera, Fernández Andes, Víctor de los Ríos, Claudio Rius, José Zamorano, José Hernández Navarro, Luis Álvarez Duarte, y otros que están por llegar de la altura de Antonio Espadas Carrasco y Fernando Aguado.
Entre las obras cabe destacar el Cristo Yacente de Mariano Benlliure (que según algunos expertos es una de las cinco mejores esculturas del siglo XX (Taller de Restauraciones el Retablo). Destacan también las imágenes de:
- Nuestro Padre Jesús de Medinaceli de Faustino Sanz Herraz
- La Virgen de las Angustias de Víctor de los Ríos
- Santa Cruz con la Virgen de la Amargura del local José Zamorano
- Oración del Huerto, el Prendimiento de Federico Coullaut-Valera.
- Nuestra Señora de la Soledad de escultor anónimo
- Cristo de la Coronación de Espinas José Hernández Navarro
- Cristo de la Clemencia  Luis Álvarez Duarte

## CofradíasyHermandadesde Semana Santa deHellín

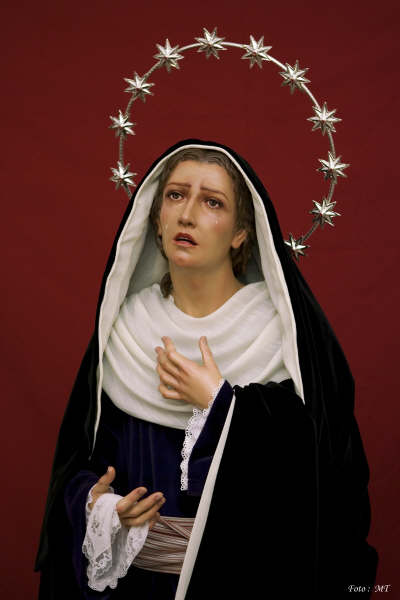
Ntra. Sra. de la Esperanza de Hellín (imagen que acompaña al Grupo escultórico del Traslado de Cristo al Sepulcro)

- La Entrada de Jesús en Jerusalén. Escultor: Víctor de los Ríos
- Hermandad de la Santa Cruz y Virgen de la Amargura. Escultor: José Zamorano Martínez
- Hermandad de la Samaritana. Escultor: José Zamorano
- Hermandad de la Santa Cena. Escultor: Escuela de Federico Coullaut-Valera
- Hermandad de la Oración en el Huerto. Escultor: Federico Coullaut-Valera
- Real Cofradía del Prendimiento de Ntro. Señor Jesucristo. Escultor: Federico Coullaut-Valera
- Hermandad de la Negación y Arrepentimiento de San Pedro.(http://sanpedro-hellin.blogspot.com.es) Escultor: José Zamorano
- Hermandad de los Azotes. Escultor: Fernández Andés
- Cofradía del Cristo de la Coronación de Espinas. Escultor: José Hernández Navarro
- Cofradía del Ecce Homo. Escultor: José Zamorano.(http://www.eccehomo.es)
- Archicofradía de Ntro. Padre Jesús de Medinaceli.("web Medinaceli de Hellín"). Escultor: Faustino Sanz Herranz
- Cofradía de Ntro Padre Jesús de la Sentencia ante el Indulto a Barrabás. Escultor: Víctor García Villalgordo
- Hermandad de Ntro. Padre Jesús Nazareno. Escultor: Federico Coullaut-Valera
- Cofradía de Ntra. Sra. del Perdón y Cristo de la Caída. Escultor: José Zamorano
- Real Cofradía y Hermandad de Nazarenos de Nuestro Padre Jesús de la Misericordia, Jesús del Gran Poder y Nuestra Señora del Dolor.(http://www.virgendeldolor.com/) Escultores: Fernández Andes y José Zamorano
- Real Cofradía de Cristo Crucificado y Santísima Virgen de las Angustias. Escultor del Cristo: Claudio Rius Garrich y de la Virgen: Víctor de los Ríos
- Hermandad de San Antón Abad, Cofradía de María Santísima de las Penas y Santísimo Cristo de la Preciosísima Sangre. Escultor: José Zamorano
- Hermandad del Cristo Yacente. Escultor: Mariano Benlliure
- Hermandad de Ntra. Sra. de la Soledad. Escultor: anónimo, del siglo XVIII
- Hermandad de Ntra. Sra. de los Dolores ("Dolorosa"). Escultor: Federico Coullaut Valera
- Hermandad de la Verónica. Escultor: Fernández Andés
- Hermandad de Santa María Magdalena. Escultor: Federico Coullaut-Valera
- Hermandad de San Juan Evangelista. Escultores: José Diez López y José Zamorano
- Hermandad de Cristo Resucitado. Escultor: Federico Coullaut-Valera
- Cofradía de Ntra. Sra. del Rosario "Santa Escuela de Cristo". Escultor: anónimo
- Cofradía Nuestro padre Jesús de la Sentencia ante el indulto a Barrabás. Escultor: Víctor García Villalgordo.
- Cofradía del Santísimo Cristo de la Clemencia. Escultor: Luis Álvarez Duarte
- Cofradía del Santísimo Cristo del Desenclavo y tambores penitentes. Escultor: José Hernández Navarro
- Cofradía del Traslado de Cristo al Sepulcro con Ntra. Sra. de la Esperanza(). Escultor: Antonio Espadas Carrasco (en proceso)

Cofradías y hermandades próximas a desfilar:
- Cofradía del Sagrado Descendimiento de Ntro. Señor Jesucristo. Escultor: Fernándo Aguado (en proceso)
- Cofradía de Nuestra Señora de la Caridad y la Crucifixión. Escultora: Ana Rey Martínez
- Hermandad de la Santísima Compañía de María de la Alegría. Escultor: Eduardo Sánchez Aranda.

## CofradíasyHermandadesque participan en los desfilesprocesionales
- Viernes de Dolores

Cofradía de Ntra. Sra. del Rosario "Santa Escuela de Cristo.
- Domingo de Ramos - Procesión de las Palmas

Todas las Cofradías y Hermandades de la Semana Santa de Hellín.
- Lunes Santo - Vía Crucis

Cofradía de Ntra. Sra. del Rosario "Santa Escuela de Cristo.
- Martes Santo - Procesión del Cristo de la Preciosísima Sangre

Hermandad de San Antón Abad, María Santísima de las Penas y Cristo de la Preciosísima Sangre.
- Miércoles Santo - Procesión de la Oración del Huerto

Hermandad de la Samaritana. 
Hermandad de la Oración en el Huerto. Hermandad de los Azotes. 
Archicofradía de Ntro. Padre Jesús de Medinaceli. 
Hermandad de Ntro. Padre Jesús Nazareno. Cofradía de Ntra. Sra. del Perdón y Cristo de la Caída. 
Hermandad de San Juan Evangelista. Hermandad de Ntra. Sra. de los Dolores.
- Jueves Santo - Procesión del Silencio

Hermandad de la Santa Cena. 

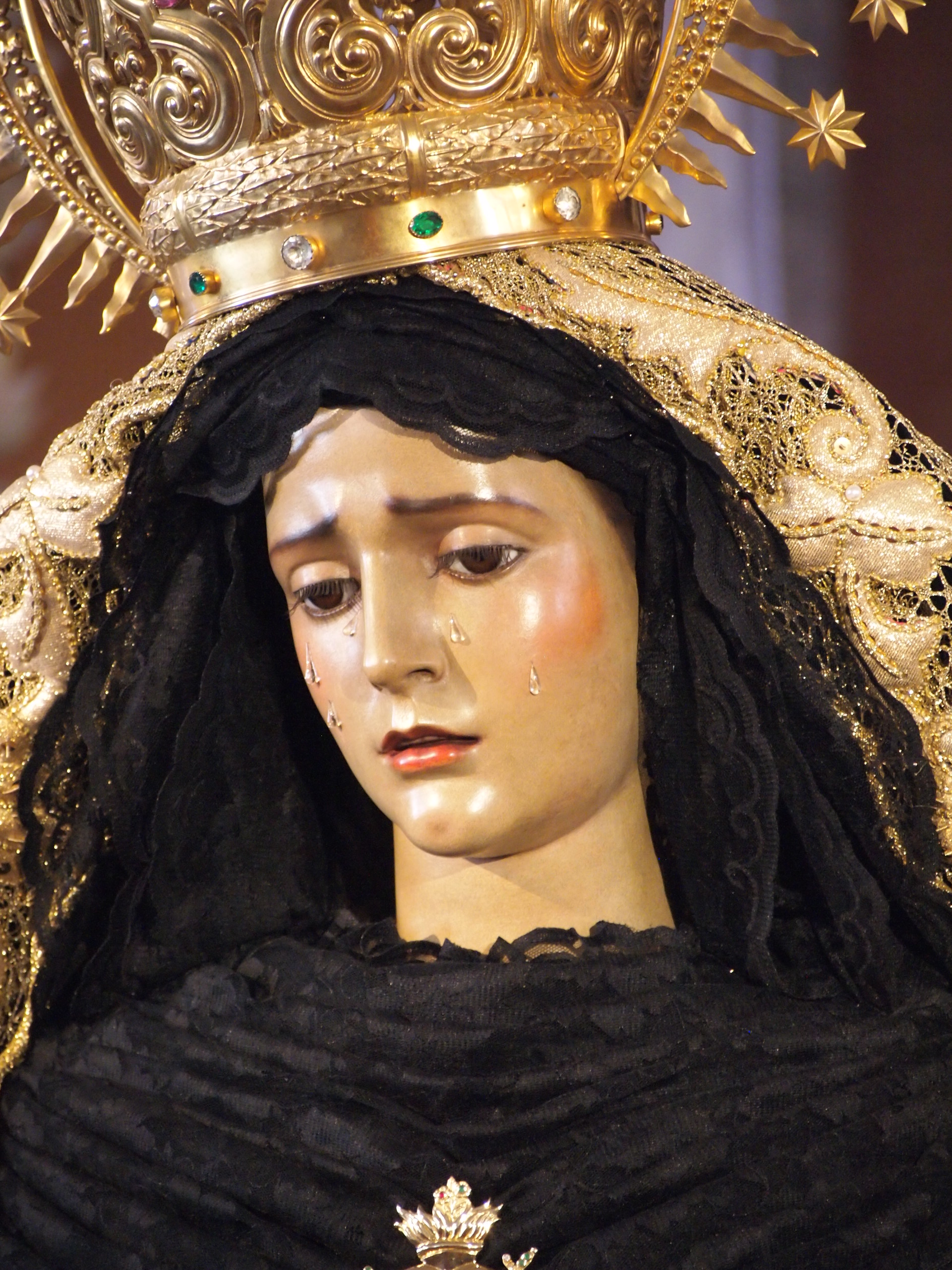
Nuestra Señora del Dolor

Real Cofradía del Prendimiento de Ntro. Señor Jesucristo.
Hermandad de la Negación y Arrepentimiento de San Pedro. 
Cofradía del Cristo de la Coronación de Espinas. 
Cofradía del Ecce Homo. 
Archicofradía de Ntro. Padre Jesús de Medinaceli. 
Cofradía de Ntro Padre Jesús de la Sentencia ante el Indulto a Barrabás. 
Cofradía del Santísimo Cristo de la Clemencia.
Real Cofradía y Hermandad de Nazarenos de Nuestro Padre Jesús de la Misericordia, Jesús del Gran Poder y Nuestra Señora del Dolor.(http://www.virgendeldolor.com/)
- Viernes Santo - Procesión al Calvario

Hermandad de la Santa Cruz y Virgen de la Amargura. 
Hermandad de la Samaritana. 
Hermandad de la Oración en el Huerto. 
Hermandad de los Azotes. 
Cofradía del Ecce Homo. 
Archicofradía de Ntro. Padre Jesús de Medinaceli.
Hermandad de la Verónica. Hermandad de Ntro. Padre Jesús Nazareno. 
Real Cofradía de Cristo Crucificado y Santísima Virgen de las Angustias. Hermandad de San Antón Abad, María Santísima de las Penas y Santísimo Cristo de la Preciosísima Sangre. 
Hermandad de la Verónica. Hermandad de Santa María Magdalena. 
Hermandad de San Juan Evangelista. Hermandad de Ntra. Sra. de los Dolores.
- Viernes Santo - Procesión del Santo Entierro

Cofradía de Ntra. Sra. del Rosario "Santa Escuela de Cristo.
Hermandad de la Santa Cruz y Virgen de la Amargura. 
Hermandad de la Negación y Arrepentimiento de San Pedro. 
Real Cofradía de Cristo Crucificado y Santísima Virgen de las Angustias.
Hermandad de San Antón Abad, María Santísima de las Penas y Santísimo Cristo de la Preciosísima Sangre. 
Hermandad de Santa María Magdalena. Hermandad de la Verónica. 
Hermandad del Cristo Yacente. Hermandad de San Juan Evangelista. 
Hermandad de Ntra. Sra. de la Soledad.
- Domingo de Resurrección

Hermandad de la Santa Cruz y Virgen de la Amargura. 
Hermandad de San Antón Abad, María Santísima de las Penas y Santísimo Cristo de la Preciosísima Sangre. 
Hermandad de la Verónica. 
Hermandad de Santa María Magdalena. Hermandad de San Juan Evangelista. Hermandad de Ntra. Sra. de los Dolores. Hermandad de Cristo Resucitado.

## Tamboradas Hellín Ciudad del Tambor

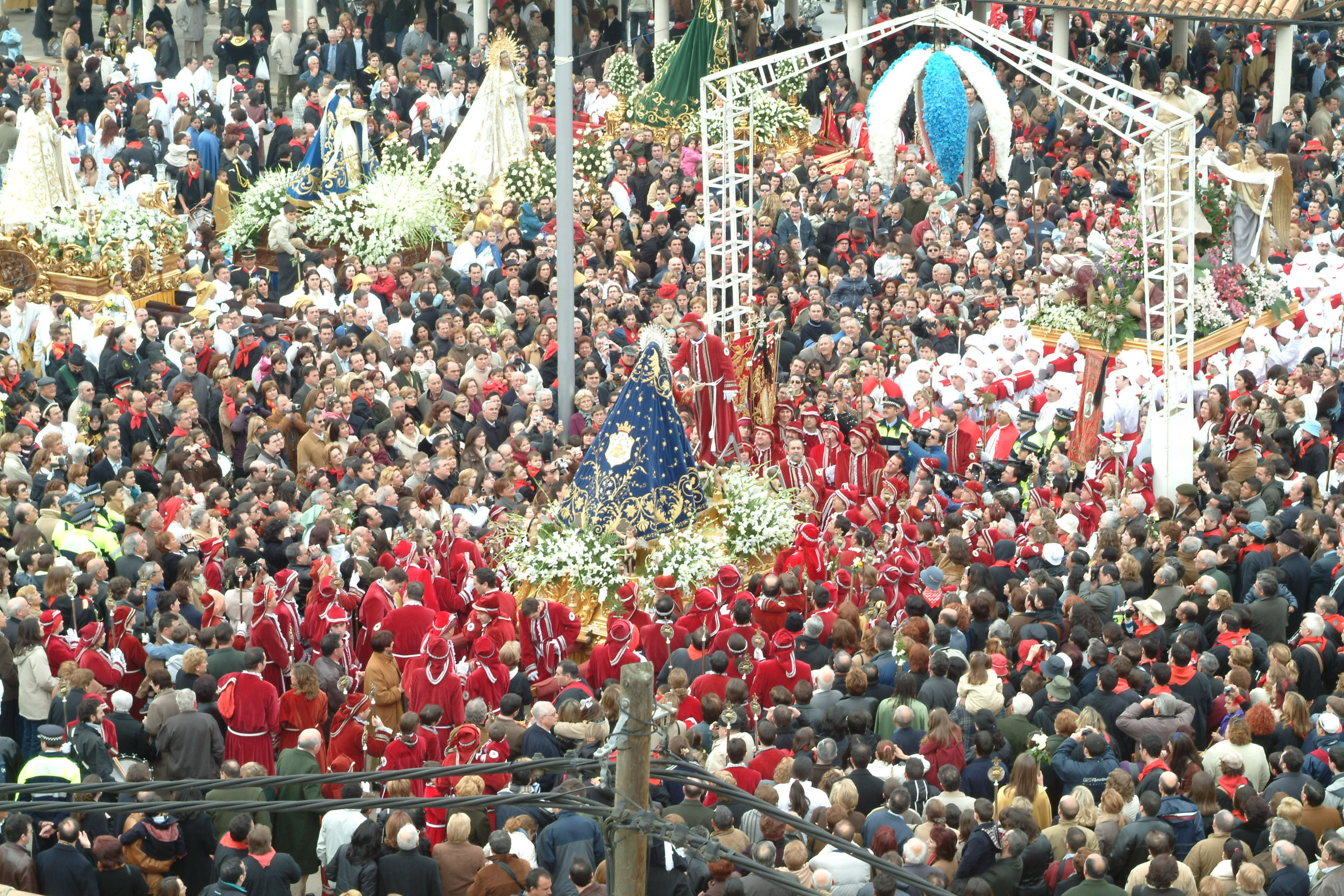
Domingo de Resurrección en Hellín

Las tamboradas de Hellín (La Ciudad del Tambor), constituyen un multitudinario rito en el que impera la participación, la convivencia y la hospitalidad, entre los cerca de 25.000 tamborileros que toman parte en estas, bien de manera individual, o formando grupos o peñas. Sin distinciones de edad, sexo o condición se interpretan los redobles típicos de manera ininterrumpida, configurando la mayor tamborada del mundo.
Las tamboradas transcurren entre el incesante y ensordecedor "tronar" de los miles de tambores, pudiéndose también apreciar "exhibiciones" en el redoble y "piques" entre peñas por imponer su toque. Las tamboradas de Hellín tienen diferentes momentos importantes, uno de ellos es la subida al Calvario en las primeras horas del Viernes Santo, tras haber estado toda la noche tocando el tambor, se sube acompañando a la procesión, configurando un espectáculo de colores y aromas indescriptible. Y el otro gran momento es el silencio que se produce el Domingo de Resurrección, cuando más de 20.000 personas enmudecen, al igual que los miles de tamborileros, para presenciar el encuentro entre Nuestra Señora de los Dolores y el Cristo Resucitado, para una vez producido este, estallar un estruendo de "racataplás" como símbolo de la alegría por la Resurrección, y subir por el mismo itinerario que realizará la Procesión del Encuentro, en lo que se ha denominado la Despedida del Tambor.